# 星际争霸角色列表
《星际争霸》是暴雪娱乐于1998年发行的一款即时战略游戏，讲述了位于遥远的银河系中心克普鲁星區，三个种族的数个政权派别互相争夺霸权的故事。《星际争霸》在发售的十余年间已卖出950万套，成为了PC游戏史上销量最好的游戏之一。《星际争霸》成功的原因之一即在于它的剧情复杂而精彩，且为多数评论媒体所接受。《星际争霸》的剧情延续了数个游戏，在其背景下亦诞生了数部小说。《星际争霸》的剧情包含一大批的人物角色，但只有一部分贯穿了整个剧情并产生了巨大影响。
《星际争霸》中几乎所有的主要人物角色皆可在游戏的某些关卡中为玩家所操控。例如，吉姆·雷诺和菲尼克斯始终可以被玩家操控，而其他如杜克将军虽然时常出现，却只有几次可以控制；而其他像阿克图尔斯·蒙斯克和艾達瑞斯从来不被玩家所操控，但在情节的贯穿中却起到了重要作用。同样，剧情也包含了许多的次要角色，他们的出场次数不多，却为剧情连贯做出了不可或缺的贡献。編輯內容以繁體中文版為準，閱讀頁面會自動進行地區詞轉換。
人物登場的時間點依序為《星海爭霸》→《怒火燎原》→《自由之翼》→《蟲族之心》→《虛空之遺》→《諾娃特務密令》。

## 主要角色
吉姆·雷诺（聲: Robert Clotworthy（美國）；夏治世（台灣）；符冲（中国大陆））
- 初次登場：《星海爭霸》第一章

《星海爭霸》剧情中的人類主角，雷諾突擊隊領導人。暱稱「吉姆」或「吉米」。最初是玛而·薩拉殖民地所屬泰伦联邦的一位警長。随后他加入了阿克图洛斯·蒙斯克的反叛组织克哈之子对抗联邦，并协助其發動革命行動。然而，在第一章节的末尾，由于蒙斯克将莎拉·凱莉根遗弃在滿是蟲族的塔桑尼斯上，雷诺率领了一只舰队离开了蒙斯克。期间，雷诺与许多神族结成了联盟，但最后仍选择了流浪。
在《星海爭霸II》中，為第一步資料片《自由之翼》的主角，在劇情中敘述他從頹廢在瑪爾‧薩拉的喬伊瑞酒吧再度崛起，一邊反抗自治聯盟的同時也接受經由老戰友泰科斯轉介的生意、為莫比斯基金會收集著薩爾納迦神器，最後來到蟲族主星查爾、將凱莉根變回人類。在《星海爭霸Ⅱ：蟲族之心》中，他一度被蒙斯克抓獲、但之後被凱莉根救出、之後雖然一度決裂、但是最後也協助凱莉根扳倒蒙斯克政權。而在第三部資料片《虛空之遺》中，他成為了自治聯盟軍隊的總司令官、協助新上任的維勒安穩定政權、對抗亞蒙的勢力。在終章戰役中、作為人類聯軍的代表和凱莉根、亞坦尼斯一起進入虛空中、徹底消滅亞蒙。但是在凱莉根成為薩爾納迦離去之後再次感到喪志，但是某天在酒吧喝酒的時候、和凱莉根一起離開、最後只留下他的警徽。
莎拉·凱莉根（聲: Glynnis Talken Campbell（美國，星海爭霸）、Tricia Helfer（美國，星海爭霸II）；蔣篤慧（台灣）、姜瑰瑾（台灣，自由之翼）、黄莺（中国大陆））
- 初次登場：《星海爭霸》第一章

《星海争霸》剧情中的蟲族主角，蟲族的「刀鋒女皇」。具有先天的心灵感应能力。在剧情中，凱莉根首先作为克哈之子的一员出现，但随后在第一章节的末尾被异虫俘获；在第二章节中，她被蟲族感染并重生，开始为主宰效劳。在第三章尾聲主宰被摧毁後，分裂成兩個主要蟲群派系——凱莉根蟲群及繨哥斯蟲群，後利用神族消滅繨哥斯蟲群並清算所有腦蟲，成为了大部分异虫的实际统治者、克普鲁星区最強大的勢力，自封为“刀锋女王”。
在《星海爭霸Ⅱ》中，顯示她和蟲群在沉寂了四年後再次回歸、並以尋找傳說中的神器為目標行動，但是在第一步資料片《自由之翼》的結尾被變回人類。在《蟲族之心》的劇情中，她在蒙斯克追殺後、為了拯救吉姆並徹底扳倒蒙斯克而來到蟲族母星澤瑞斯，再次成為更加強大的刀鋒女王、統整了四散的蟲群、並且回到克哈星殺死蒙斯克。而在《虛空之遺》中則跟隨澤拉圖給予的預言、開始破壞混源體、摧毀亞蒙的陰謀。最後進入虛空之中、飛昇成為薩爾納迦、徹底消滅亞蒙。
亞坦尼斯（聲: Paul Ainsley（美國，星海爭霸）、Patrick Seitz（美國，星海爭霸II）；夏治世（台灣，自由之翼）；林谷珍（台灣，虛空之遺）；李元韬（中国大陆））
- 初次登場：《星海爭霸》第三章（玩家角色）、《怒火燎原》第四章（正式造型）

《星海爭霸》劇情中的神族主角。是一位高階聖堂武士，出身於阿奇雷部族（聖堂武士階層中的最強部族），達蘭議會大主教。这位雄心壮志的圣堂武士对塔萨达抱有极高的崇敬，并将神族向神靈致敬的口号“En Taro Adun”改成了“En Taro Tassadar”。这位执行官始终意图光明圣堂武士与黑暗圣堂武士重归于好。在暴雪的一篇剧情介绍中，亞坦尼斯即是第三章节中玩家扮演的神族执行官角色。
在第四章节的开始，亞坦尼斯、澤拉圖与最高法官艾達瑞斯将艾爾行星上幸存的神族转移到了夏庫拉斯行星上以继续抵抗蟲族的进攻。在这期间他们意外地得到了凱莉根的帮助，但在她刺杀了艾達瑞斯后将她逐出了夏庫拉斯。尽管得知消灭这里的蟲族也是凱莉根的意图，亞坦尼斯与泽拉图还是通过两块神圣的水晶启动了一座萨尔纳加神庙，释放的巨大能量荡平了夏庫拉斯上的所有蟲族。到了《母巢之战》剧情末尾，他率领了一支神族舰队进攻了凱莉根，让她为对神族犯下的罪行付出代价，但即使與自治聯盟及地球聯合理事會合作，仍不幸战败。同时泽拉图离开了夏库拉斯独自流浪，亞坦尼斯开始重新建设他们一度繁荣的社會。在官方的附加剧情Resurrection IV中，亞坦尼斯在布萊西斯星上與雷諾合作消除斯杜科夫的感染，并清除了行星上的所有蟲族。
在《星际争霸II》中，亞坦尼斯作为達蘭議會的大主教统治着重新统一后的神族。但是，他又不得不面对艾爾神族和尼拉辛姆神族之间的分歧，只好不断尝试平衡各方势力。
整頓好艾爾神族及尼拉辛姆神族共同成立的達蘭議會，趁着刀鋒女皇在進攻克哈星對付阿克圖洛斯時，認為機不可失，準備奪回他們的故鄉—艾爾。在收復艾爾的過程中，神族發現艾爾上的蟲群並不是野生狀態，而是被亞蒙控制了。更可怕的是，亞蒙侵入了卡拉，不斷腐蝕了艾爾神族，越來越多的黃金艦隊和戰士失去了聯繫並被亞蒙控制，亞蒙也利用神經索控制亞坦尼斯，澤拉圖為了救他犧牲自己切斷他的神經索。切斷神經索的亞坦尼斯帶著剩餘的神族（已切斷神經索的艾爾神族和部分出征的尼拉辛姆神族）啟動艾爾上的亞頓之矛逃離艾爾，踏上了對抗亞蒙的旅程。
取得在克哈星上跟自治聯盟一起奪回被莫比斯部隊搶走的星鑰石後，乘著亞頓之矛旅程上拯救在夏庫拉斯被亞蒙控制的蟲族包圍的尼拉辛姆神族、儘管最終以摧毀夏庫拉斯行星為代價；來到安提昂、啟動封印多年的淨化者戰士；甚至透過幫助塔達力姆的亞拉瑞克爭奪領主位、並放下雙方的對立、讓所有神族勢力共同站在同一陣線上。帶領四個派系所組成的達蘭議會重回艾爾對抗亞蒙即將覺醒的混源體、被亞蒙控制的蟲群和黃金艦隊，最後說服暫時脫離控制的黃金艦隊切斷與卡拉的連結，亞蒙的精神因此被放回虛空，戰勝後亞坦尼斯帶領達蘭議會在艾爾上重建家園。
然而亞蒙還活在虛空中，位於奧納的刀鋒女皇凱莉根發送訊號給亞坦尼斯跟雷諾，他們率領部隊到奧納與凱莉根會合，他們組成聯軍對抗亞蒙。戰爭結束後帶領達蘭議會與人類的自治聯盟進行許多次的和平會談。

## 人类角色

### 雷諾突擊隊 Raynor's Raiders
麥特·霍納（聲: Brian Bloom（美國）；黃天佑（台灣）；王玮（中国大陆））
- 初次登場：《自由之翼》

雷諾突擊隊旗下的戰巡艦海伯利昂号的艦長，也是雷諾最要好的副手。
麥特一直反對非人道折磨以及屠殺無辜的舉動，加入了克哈之子。在瑪爾·薩拉淪陷時，受命與新加入的吉姆·雷諾合作，共同疏散星球上的難民。很快的麥特就開始欽佩這位勇敢而忠誠的前治安官。
當他發現蒙斯克故意在塔桑尼斯釋放蟲族、攻擊星球上的居民時，他感到十分噁心。當雷諾出於良知反叛蒙斯克時，成為第一個跟隨他的人。
與自治聯盟的抗爭之路非常艱難：蒙斯克詭計多端，又掌握了大多數籌碼。在蒙斯克對突擊隊的連年打壓下，似乎就連雷諾也逐漸喪失信心，陷入了終日的酗酒和頹廢的回憶之中。在這段日子裡，一直是麥特在默默地支撐著部隊。
維勒安·蒙斯克登基後成為自治聯盟的上將，幫助維勒安振興自治聯盟。
羅利·史汪（聲: Fred Tatasciore（美國）；田志傑（台灣）；王肖兵（中国大陆））
- 初次登場：《自由之翼》

雷諾突擊隊旗下的工程技師。
原本是一間採礦公司的社長，卻因所屬採集地區被凱爾莫瑞亞集團盯上，史汪又不願意向對方低頭，便遭受凱爾莫瑞亞集團的攻擊，旗下礦工幾乎被凱爾莫瑞亞集團屠殺殆盡。
後得到雷諾的幫助活了下來，便與所剩不多的員工們加入雷諾突擊隊，利用他的技術知識幫助突擊隊，在阿克圖洛斯垮台後，史汪成為自治聯盟首席工程師。
在合作任務模式中成為一位可選指揮官。
伊崗·斯特曼（聲: Scott Menville（美國）；吳東原（台灣））
- 初次登場：《自由之翼》

雷諾突擊隊旗下的科學家。
原本是自治聯盟旗下的科學家，有著利用科學造福人類的理想，卻發現自治聯盟讓他們做的事都是軍事及不道德的用途，憤而逃離自治聯盟。
逃亡期間被許多罪犯及外道盯上才華，不願意協助他們的斯特曼便受到生命危險，幸得雷諾及麥特所救，進而加入雷諾突擊隊，利用他的科學知識幫助突擊隊。
於「蟲族之心」事件前，在貝爾石上進行研究探勘，然而卻因為人類政治局勢動盪，被遺忘在貝爾石這顆星球，加上貝爾石上態化氫的影響，導致精神有些異常。
其後漸漸想保護貝爾石，利用人類及神族科技的力量建立起一支「機甲蟲族」部隊，與他製造出同時也是最好的朋友--採集艇蓋瑞一起守護（蓋瑞致敬浩劫重生的威爾森排球），並成為在合作任務模式中、玩家可選的一位指揮官。也是第一個可以同時作為任務播報員和指揮官的角色。
泰科斯·芬利（聲: Neil Kaplan（美國）；陳幼文（台灣）；程玉珠（中国大陆，于自由之翼时期），刘粽（于风暴英雄））
- 初次登場：《自由之翼》
- 最後登場：《自由之翼》

雷诺以前的战友，為人豪邁、容易衝動。在一次行动中泰克斯為了掩護雷諾而被泰伦聯邦逮捕，之后成功逃脱并重遇雷诺。
在劇情中一直穿著標準陸戰隊裝甲，但這套裝甲實際上根本沒辦法脫下來。這套動力裝甲本質上既受他的移動式監獄，來自他和魔鬼（阿克圖洛斯·蒙斯克）的交易，只要殺死凯瑞甘，他就可以獲得自由。在《自由之翼》的最終任務中，和雷諾突擊隊、自治聯盟的聯合軍隊突擊查爾後、成功使用神器的力量、讓凱莉根變回人類。泰科斯原有機會直接射殺凱莉根，卻選擇給了雷諾反擊他的空檔，最终被雷诺阻止并将其擊斃。
在合作任務模式中，成為玩家可選指揮官，被解釋為是另一個平行時空中，为了帮助雷诺重新组建了天魔小队。
蓋布瑞·托許（聲: Dave Fennoy（美國）；邱展文（台灣））
- 初次登場：《自由之翼》

是一位被稱作“偽拉斯特法教徒”的神秘人類，為了一筆生意而接近缺錢花用的雷諾游擊隊。知道很多“幽靈計劃”的知識。
蓋布瑞‧托許由他的祖母在哈吉（Haji）陋巷中撫養長大。那裡沒有任何設施來訓練他那被祖母認為是“巫毒”的心靈感應能力。在某段時間托許服役於聯邦軍隊。
真實身份為從自治聯盟叛逃的幽靈特務，來自一個名為「影刃行動」的計畫，是藉由朱磷與態化氫來強化幽能的新生代特務－「幽魂」。
他裝備一支狙擊步槍和一把蝴蝶刀，擁有良好的忍耐力，是一個富有技巧的軍事家，而且對自己的心靈感應能力自持甚高。
托許有著恐怖分子的人格，同時也將他置與麥特‧霍納的對立面。他與吉姆一樣痛恨蒙斯克，但對推翻蒙斯克之後的事沒有興趣，因為他認為即便把蒙斯克拉下台也只會讓另一個出現，麥特所期望的和平未來只是空談。
在劇情中，透過玩家扮演的雷諾進行選擇、有可能會協助托許解救其他幽魂、讓其繼續成為盟友，或是協助諾娃摧毀托許的幽魂訓練設施。在後者的劇情走向中、托許會試著刺殺雷諾、但最後被諾娃殺死。不過在《蟲族之心》的後續劇情中、暗示了似乎「官方版」的路線中、雷諾的選擇是協助托許、因此他還活著、並且願意協助救出被關在太空監獄中的雷諾，不過被凱莉根拒絕。
艾瑞兒·韓森（聲: Ali Hillis（美國）；雷碧文（台灣））
- 初次登場：《自由之翼》

阿格利亞殖民地的代表，在因為自治聯盟棄守而孤立無援的情況下，她別無選擇地向雷諾游擊隊求援。
是一位天才科學家，11歲的時候就發表了自己的第一份研究報告，內容是植物的基因突變。在大學裡，她花了三年時間就取得了生物工程學博士學位。在阿格利亞的救援行動中，她認識了雷諾並對這位英雄心生情愫。
在《自由之翼》的劇情模式中，玩家扮演雷諾進行選擇、協助韓森博士擊退神族、讓她爭取解除蟲族感染的時間、或是協助神族執行官席倫蒂絲、消滅韓森博士被感染的殖民地居民。在前者的選擇中，她會在任務結束後離開海伯利昂號、並暗示她對雷諾的情愫、但是在後者的選擇中、她會在研究中被蟲族感染、並在實驗室試圖殺死雷諾、但最後被擊斃。
麥洛·卡臣斯基（聲: Jason Marsden（美國）；李世揚（台灣））
- 初次登場：《自由之翼》

凱爾莫瑞亞人，是個機械方面的能手，在中學時因為對女生的更衣室大門加裝了「遙控自動化開關」而被學校退學。
被哥哥在軍事方面的成就所激勵，之後全力認真學習，17歲就得到大學的機械工程學士學位。
然而哥哥被阿克圖洛斯派遣幽靈特務暗殺，兄弟的心血太空船設計圖也被奪走，而凱爾莫瑞亞集團也採取消極的態度不願與泰倫自治聯盟多起爭議，卡臣斯基憤而離開凱爾莫瑞亞。
後想起哥哥生前的經驗談，尋找雷諾加入突擊隊來對抗阿克圖洛斯。

#### 天堂之魔  Heaven's Devils
除了泰科斯、爆焰以外，其他人物均在合作任務中、泰科斯作為指揮官時首次登場。
泰科斯·芬利
參照泰科斯
狡猾山姆
身為紐佛森監獄的常客，山姆在獲得成為死神的殊榮之前，還多坐了兩次牢。
在山姆精通套裝的操作技巧之後，很快就決定背叛，成為邊疆行星最惡名昭彰的傭兵之一。
詹姆士‧塞克斯
別名「天狼星」。
在天狼星的傭兵生涯中沒碰到幾件好事，但卻經歷過一籮筐的大麻煩。
年輕的時候他和一個獨立的傭兵小隊一起行動，特別是他的好朋友砲彈和艾莫絲。不過艾莫絲和他們分道揚鑣，而天狼星則一直仰賴著砲彈的協助，處理每一項棘手的工作。
邁爾斯·路易士（聲 ：Kevin Michael Richardson（美國））
別名「爆焰」，階級為下士。
身經百戰的火焰兵，他向來對火焰很著迷，但一直到加入雷諾突擊隊，才讓他的「縱火」才能得以發揮。從那時候到現在，「爆焰」已經身經百戰，每次上場總是火力十足。
從暴雪的多人競技遊戲《暴雪英霸》反向輸入的角色。
羅伯‧波斯維爾
別名「砲彈」。
砲彈從來沒碰過他不能炸穿、炸穿或是射穿的問題，事實也的確是這樣。
他會搞來各種怪異的武器，而且相當善於使用它們。
砲彈最新的發現是一批尤摩捷製造的海克力士裝備。
海克力士原本是暴雪預計在《虛空之遺》資料片中釋出的單位、但後來在正式版中取消。
凱夫‧維斯特
別名「響尾蛇」。
響尾蛇是少數從自治聯盟武裝部隊榮退的傭兵。他是個有所堅持的人，只要是有可能傷害無辜民眾的工作，都一律拒絕，但即使如此，他依然有穩定的工作。
雖然那段戰爭的日子早已遠在他身後了，但他的身手依然不凡。
維嘉
自傲又致命，她宣稱利用詐死逃出自治聯盟幽靈特務學院，不過沒有任何傭兵有自信滲透並取得政府紀錄，來驗證她的說法。不過，至少維嘉傭有幽靈特務所需要的所有訓練和專業技能。
納克斯
在暗影之刃計畫失敗之後，這個星區就很少看到幽魂了。納克斯的記憶一團渾沌，但有時他的惡夢裡會出現莫比斯部隊、陰沉的人聲，還有世界末日之類的東西……這時只有態化氫能讓他平靜下來。
萊娜‧尼可拉
階級為中尉。
尼可拉多年來負擔著昂貴的醫療訓練課程，希望有一天自己能帶來改變。但當她發現洄水殖民地醫生的薪水之後，她就轉行當傭兵，準備好為自己的帳戶存款帶來改變。

### 泰倫自治聯盟 Terran Dominion

#### 軍方
阿克圖洛斯·蒙斯克（聲: James Harper（美國）；符爽（台灣）；袁国庆（中国大陆））
- 初次登場：《星海爭霸》第一章
- 最後登場：《蟲族之心》

反叛組織克哈之子領導人、泰倫自治聯盟的首任皇帝。在剧情第一章节中领导着反叛组织克哈之子，利用幽能發射器吸引蟲族攻擊聯邦首都星塔桑尼斯，也拋棄了為他效勞已久的幽靈特務凱莉根，最终推翻了泰伦联邦。随后，他建立了泰伦自治聯盟並登基為皇帝，统治著克普魯星區的大多数人类。但在《母巢之战》中，蒙斯克的帝国一度被地球联合理事会 （UED）的远征军所摧毁，他本人被吉姆·雷諾救下。随后他与凱莉根达成联盟击败了UED，但之后凱莉根背叛了他并杀死了其手下埃德蒙·杜克。蒙斯克曾试图联合神族和地球联合理事会（UED）共同进攻凱莉根但仍以失败告终。母巢之戰後的四年內，蒙斯克与他的儿子維勒安·蒙斯克一起重新治理奪回來的自治聯盟政權，然而阿克圖洛斯進行的高壓統治讓人民苦不堪言，如同過去殘暴的泰倫聯邦政府一般，甚至默許莫比斯基金會袐密研究蟲族與神族混源體之實驗，在《星海爭霸II：蟲族之心》刀鋒女皇凱莉根為了完成復仇計劃，再次與雷諾突撃隊重新合作，大膽地進攻自治聯盟的克哈星，最終首都奧古斯格勒遭蟲群攻破，而凱莉根親自在皇宮內解決了阿克圖洛斯。
在合作模式，蒙斯克作為玩家可選擇的指揮官之一，被視為是在另一個平行時空中、成功統領自治聯盟的整個勢力、並且未被凱莉跟殺死、站出來對抗亞蒙。
埃德蒙·杜克（聲: Jack Ritschel（美國）；孫中台（台灣）；王肖兵（中国大陆））
- 初次登場：《星海爭霸》第一章
- 最後登場：《怒火燎原》第六章

原先是所屬泰倫聯邦的阿尔法中隊的指挥官，随后又成为了泰伦帝国的內閣。这位53岁領導阿尔法中隊的將軍起初代表联邦向玛·莎拉上的玩家发号施令，甚至以擅自毁坏联邦设施为名逮捕了正在抵抗虫族入侵的吉姆·雷诺；但他的部队却在安提卡主星的起义中被克哈之子击败，他的旗舰诺德二世（Norad II）也坠毁在异虫的巢穴附近。然而蒙斯克前去营救了他，杜克因而被迫加入克哈之子。随后，他在克哈之子进攻联邦的首都塔桑尼斯的过程中凭借其经验消灭了联邦的守军——歐米加（Omaga）和戴爾塔（Data）中隊，并成为了蒙斯克的左膀右臂。在雷諾逃离塔桑尼斯的过程中，他开启了离子炮，但仍旧未能阻止这一行为。第二章节中他曾奉命到查尔行星上寻找凱莉根，但被虫族擊败；由于他滞留在了查尔上，第三章中又与神族的舰队发生交火，再次战败。在《怒火燎原》中，他在地球联合理事会（UED）盗取蒙斯克的战列舰的行动中败在其手下，随后克哈行星的防御也在地球联合理事会（UED）的进攻下土崩瓦解。在凱莉根帮助蒙斯克夺回克哈行星后，埃德蒙·杜克與神族的菲尼克斯一同被凱莉根刺杀。
維勒安·蒙斯克（聲: Josh Keaton（美國）；李世揚（台灣）；夏磊（中国大陆））
- 初次登場：《自由之翼》

阿克圖洛斯·蒙斯克的儿子，自治聯盟的继承人，維勒安尊敬阿克圖洛斯，但他不完全同意父亲的策略，甚至并不仇视父亲的一些敌人，比如吉姆·雷诺。
莫比斯基金會的最大資助者，熱愛考古學，因此請莫比斯基金會尋找薩爾納加神器（星曜石），並知道薩爾納加神器有可能讓凱莉根變回人類的消息，利用這點達成讓人難以置信的舉動－與雷諾突擊隊結盟。
在查爾使用神器將凱莉根變回人類後，阿克圖洛斯派自治聯盟部隊攻擊雷諾與凱莉根，維勒安也在此時完全與父親敵對。
由於他敏感的身分，許多雷諾突擊隊的成員並不信任他，隨著時間的流逝才慢慢開始接納維勒安，其中更是與麥特成為摯友。
在凱莉根前往原生蟲族發源地澤瑞斯變回刀鋒女皇後，欲跟阿克圖洛斯做個了斷，率領大軍攻擊自治聯盟主星克哈星，維勒安請求凱莉根盡量不要殺害平民，凱莉根看出他的為人與他父親不一樣，所以給他一次機會，凱莉根先把兵力部署在克哈星首都奧古斯格勒外圍，維勒安趁凱莉根的蟲群在奧古斯格勒外圍部署兵力時，與麥特一起幫助克哈星上的人民撤離。在阿克圖洛斯死後，維勒安繼任他父親登基為新任皇帝。
不久莫比斯基金會受到黑暗之神亞蒙的完全控制，開始攻擊克哈欲奪取星曜石，幸得達蘭議會的亞坦尼斯協助躲過一劫，維勒安之後積極重建自治聯盟，並多次與統一的神族政府達蘭議會進行和平會談，讓自治聯盟迎向歷史上最繁榮的一刻。
賀萊士·沃菲爾（聲: Gary Anthony Williams（美國）；王希華（台灣））
- 初次登場：《自由之翼》
- 最後登場：《蟲族之心》

自治聯盟的資深將軍，有帶領自治聯盟軍隊跟蟲族五次交戰的經驗。
襲擊查爾星任務中沃菲爾也參與作戰，擊敗凱莉根後宣佈把查爾星納為自治聯盟領地，也和當時的蟲后札加拉不斷在查爾上交戰、試著爭奪查爾主導權，而沃菲爾總是用蛇女級戰巡艦打退札加拉的攻勢。凱莉根回到查爾後才被擊敗，最後被她親手殺死，但凱莉根命令她的部隊放走殘餘的自治聯盟部隊。
阿拉芭瑪·寇瓦斯基（聲: Courtenay Taylor（美國）；洪海天（中国大陆））
- 初次登場：《虛空之遺》合作任務

階級為中士，別名「榔頭中士」。
於自治聯盟服役許久，身經百戰的攻城坦克駕駛員。
於合作任務「迎戰虛空」中擔任任務播報員。
從《暴雪英霸》反向輸入的角色。

#### 平民
唐尼‧弗米利恩（聲: Blair Bess（美國）；郭如舜（台灣））
- 初次登場：《自由之翼》

UNN的主播，阿克圖洛斯的狂信者。對於大帝的報導盡其所能的吹捧，而雷諾突擊隊則是形容成十惡不赦的暴徒。
然而在阿克圖洛斯的醜聞不停竄出，終於到了唐尼也無法為其辯護的程度後，發瘋進了精神病院，據聞此時他身上只穿著一雙襪子跟拿著《蒙斯克宣言》及一磅的花生醬。
維勒安登基後康復，不過他對維勒安就不像對阿克圖洛斯卑躬屈膝的樣子，反會盡其所能挖苦維勒安及他的盟友，可以從他在合作任務模式中、
在關卡「赤色危機」中擔任播報員的態度中得知。然而，就算玩家選擇的是蒙斯克作為指揮官，他的態度和台詞也不會有所改變。
凱特‧羅克韋爾（聲: Rachael MacFarlane（美國）；賀世芳（台灣））
- 初次登場：《自由之翼》

UNN的記者，因為外貌出眾而曾經被維勒安在直播現場公然搭訕。
為人有正義感，因此對阿克圖洛斯的一些所作所為感到疑惑，但常常在採訪時問到較敏感的部份就會被唐尼中斷。
在唐尼發瘋進精神病院後成為主播，欣喜若狂。

### 特務部隊 Covert Ops Crew
諾娃·泰拉（聲: Grey DeLisle（美國）；雷碧文（台灣）；杨梦露（中国大陆））
- 初次登場：《自由之翼》

諾汎碧·安娜貝拉“諾娃”·泰拉（November Annabella "Nova" Terra），暱稱“諾娃”，代號“特務 X41822N”，是忠心於自治聯盟的幽靈特務，也是能力十分優秀的菁英特務。
為阻止吉姆·雷諾協助蓋布瑞·托許攻擊自治聯盟的紐佛森監獄，諾娃祕密的聯絡上雷諾，指稱托許等幽魂成員皆是精神不正常的瘋狂殺人犯，希望雷諾能協助她消滅幽魂。這讓雷諾陷入兩個選擇，是要繼續相信作為戰友的托許，還是為免除幽魂的反叛疑慮而協助諾娃。
諾娃原本是《星海爭霸：暗影獵殺》中的主角，但因為遊戲無限期推遲，使得此角色在玩家中被普遍認為是個被腰斬的角色。直到在自由之翼時，諾娃得以以幽靈特務的身分重新出場。
末日之戰結束後，她和她的特務團隊被派遣到由戴維斯將軍所創立領導的「人類守護組織」參加一項計畫，組織請她們幫忙在安提加卡星上安裝一個可以防止蟲族入侵的儀器，但這個儀器其實是幽能發射器，發射器啟動後引來野生蟲族的入侵，她們知道真相後被組織抓起來，由於知道太多事情，組織消除諾娃的記憶。諾娃重新更醒後戴上護目鏡時，看到護目鏡上在她被消除記憶之前所留下的訊息，逃離組織基地並回報自治聯盟，維勒安皇帝把獅鷲艦和特務部隊交給她指揮，並請科學家萊葛輔助她。在與人類守護組織交戰過程中，維勒安命令諾娃活捉戴維斯將軍，由於諾娃的想法與維勒安不同，她覺得戴維斯將軍不是逮捕就能解決問題，所以違反命令殺了她，而她也變成自治聯盟的通緝犯，不過萊葛與特務部隊選擇追隨諾娃，最後諾娃帶領萊葛和特務部隊搭乘獅鷲艦脫離自治聯盟，朝向新的旅程。
萊葛（聲：Khary Payton（美國）；曹冀魯（台灣））
- 初次登場：《諾娃特務密令》

自治聯盟的科學家。在諾娃失去記憶後，協助諾娃找回記憶及對付人類守護組織。
從維勒安還是王子時就已經認識他，然而在諾娃違反維勒安的命令後，他選擇了追隨諾娃，因為他認為獅鷲艦上的大家已是諾娃團隊的一份子。

### 地球聯合理事會 United Earth Directorate
傑拉德·杜加爾（聲: Jack Ritschel（美國）；孫中台（台灣））
- 初次登場：《怒火燎原》第五章
- 最後登場：《怒火燎原》第六章

地球联合理事会远征军舰队的上將及總指揮官。这位上将是地球联合理事会最富经验并令人尊敬的指挥官。他的祖籍是法国，登场时年已64岁。在《母巢之战》中杜加尔奉理事会之命率军到达克普鲁星区，意图恢复对这片区域的控制。在遊戲形象中，杜加爾以地球远征军舰队的指揮官身分出現在远征军旗舰亚历克桑德号战巡舰。
杜加爾忠诚地相信理事会的决议并精确地执行着他的任务。与中將斯杜科夫是童年的朋友。
地球联合理事会抵達克普鲁星区的時間點可說是最佳的制霸時機，人類剛成立自治聯盟，蟲族失去領導者主宰，神族失去母星艾爾，在副手斯杜科夫的策略下戰況一路相當順利，甚至一度讓自治聯盟滅亡。直到聽進前泰倫聯邦的幽靈特務薩米爾·杜蘭的讒言，誤以為斯杜科夫欲政變自立而下令殺害斯杜科夫後，才知道受騙而懊悔不已，斯杜科夫死前仍用心指導傑拉德接下來該走的路，進軍查爾控制了第二主宰繨哥斯，成為克普鲁星区最強大的勢力。
然而太過急著壓制克普鲁星区也讓地球联合理事会的根基不穩固，原自治聯盟的人民服從度不夠，對第二主宰的控制也不完全，能動用的蟲族兵力很少，最大的失策則是逼急了克普鲁星区的三族勢力，造成過去從未出現過的三族聯軍－凱莉根為首的刀鋒女皇蟲群、雷諾為首的雷諾突擊隊、阿克圖洛斯·蒙斯克為首的自治聯盟殘黨、菲尼克斯為首的流亡艾爾神族，並被該聯軍打敗，自治聯盟也正式復國。之後傑拉德的王牌第二主宰，也死在尼拉辛姆派系神族的手中，地球联合理事会自此勢力一落千丈。
不死心的傑拉德欲用最後的力量攻向凱莉根，試圖迫使她投降，卻有兩支意想不到的艦隊出現－阿克圖洛斯為首的自治聯盟、亞坦尼斯為首的神族臨時聯合政府，兩者皆是因為對凱莉根背叛的恨意而欲攻擊凱莉根，並沒有事前溝通過，因此即使是三支艦隊聯合出擊，仍舊敗給凱莉根強大的蟲群，其中凱莉根又特別敵視有者強大力量的理事会，三支艦隊敗逃後，她特別派蟲群只追擊理事会的部隊，想要徹底將其完全消滅，見況無力回天的傑拉德，懷著對斯杜科夫的歉意、給妻子的信、聽著喜歡的音樂於艦長室中飲彈自盡，而朝著地球撤退的理事会艦隊則無一能返回地球。
艾力克希·斯杜科夫（聲: Castulo Guerra（美國）；张欣（中国大陆））
- 初次登場：《怒火燎原》第四章
- 最後登場：《虚空之遗》

羅莎·莫拉萊斯（聲: Yeni Alvarez（美國）；林美秀（台灣））
- 初次登場：《虛空之遺》合作任務

階級為中尉，地球聯合理事會入侵克普鲁星区時首批參戰的醫護官之一。
在凱莉根殲滅理事會艦隊時少數存活下來的人，部分人選擇成為傭兵「斯巴達聯隊」，莫拉萊斯則選擇加入自治聯盟的醫療團隊。
於合作任務「亡者之夜」中擔任任務播報員。
從暴雪英霸反向輸入的角色。

### 人類守護組織 Defenders of Man
卡洛琳娜‧戴維斯（聲：Alyson Reed（美國））
- 初次登場：《諾娃特務密令》
- 最後登場：《諾娃特務密令》

自治聯盟的將軍，一直對蒙斯克家族表示忠誠。
實際上即為人類守護組織的首領，她認同阿克圖洛斯，但不認同維勒安，並認為維勒安是殺死阿克圖洛斯的兇手之一。
她使用幽能發射器吸引野生蟲族、攻擊塔達力姆的邊境哨站挑釁神族，讓兩族攻擊自治聯盟，使得民眾對兩族及維勒安產生不信任感。
在陰謀遭揭發將被公審之際，亞拉瑞克對人類守護組織發動總攻擊並波及一般民眾，戴維斯趁亂脫逃。
然而最後仍逃不過諾娃的追捕，維勒安想將戴維斯帶回公審，諾娃則因個人情感抗命殺了她。
在合作模式的地图「關鍵零件」中委托玩家收集莫比斯版本大天使、巴琉斯原型機甲的零件并且与玩家共同击杀莫比斯基金会新培育的混合体、並會在途中要求玩家摧毀莫比斯部隊的運送研究資料的列車。
麥斯威爾（聲：Jesec Griffin（美國））
- 初次登場：《諾娃特務密令》
- 最後登場：《諾娃特務密令》

人類守護組織的看守人，是與諾娃團隊溝通的仲介。

### 傭兵 Mercenary
葛拉文·希爾（聲: John Gioss（美國）；林谷珍（台灣））
- 初次登場：《自由之翼》

尤摩捷人。曾經與一群非正式的尤摩捷戰士們參加政權之戰，此時他是以凱爾莫瑞亞集團的傭兵身分參加，之後他便越來越深入傭兵這個職業。
由於以前的反泰倫聯邦崇拜，對於同樣反專制政權泰倫自治聯盟的反抗組織雷諾突擊隊有著濃厚的興趣，慢慢變成了海伯利昂號的常客，替雷諾仲介傭兵。
他並非是眼中只有錢的人，關鍵時刻也是將理念放在金錢之上，例如在對抗整個星區的敵人─黑暗之神亞蒙的時候，他可以不計代價盡其所能支援盟友。
米拉·韓（聲: Kath Soucie（美國）；賀世芳（台灣））
- 初次登場：《自由之翼》

亡人港的傭兵。因為跟麥特有過賭局而贏得她這位未婚妻。但麥特死都不承認有這位未婚妻。在雷諾突擊隊請歐蘭破解聯邦副官時米拉告訴雷諾突擊隊歐蘭不打算交還副官，雷諾只好雇用她的部隊一起對抗歐蘭並把副官奪回，之後拜託她先將歐蘭保管起來以防範未來的需要。
後來雷諾被自治聯盟抓走，雷諾突擊隊為了尋找雷諾被關的地方而再次需要歐蘭的駭客技術，但米拉作為傭兵必須守信用:只有當初雇用他囚禁歐蘭的雷諾才可以動用歐蘭拒絕交給他們。雷諾突擊隊只好癱瘓她的太空站來硬逼她交出歐蘭，米拉交出歐蘭後並警告他們會再次相見。
在合作模式中米拉·韩带领自己的佣兵部队和霍纳的帝国空军组成联合部队抗击埃蒙，而米拉也给霍纳的空军提供了带有雇佣兵科技的非法改装。
歐蘭（聲: Adam Bitterman（美國）；夏治世（台灣））
- 初次登場：《自由之翼》

亡人港的傭兵兼駭客高手，一開始雷諾為了想知道聯邦副官裡的秘密而將它拿給歐蘭進行解密，這時米拉·韓透過通信系統告訴雷諾說歐蘭已經將聯邦副官解密完成，但他打算要賣給自治聯盟（似乎是看到了什麼不該看的東西），還向雷諾放話在他們確保「抵達」前不要煩他，雷諾只好派遣部隊將聯邦副官搶回來，被擊敗後他會出面投降並讓雷諾突擊隊將聯邦副官帶走，雷諾原本要將他至死於地，但他表示哪一天會真的需要用到歐蘭，因此拜託米拉先將他關起來。
後來雷諾被自治聯盟抓走，雷諾突擊隊為了尋找雷諾被關的地方而再次需要他的駭客技術，歐蘭對於雷諾突擊隊的動機感到懷疑本來拒絕答應，可是如果不幫忙他就得再被關，在沒有其它選擇的情況下才願意協助。

## 神族角色
「達蘭」是分裂的神族派系所組成的聯合政府，「怒火燎原」以前神族分裂出許多的派系：在母星艾爾創造神族帝國文明的「卡萊」、流亡的黑暗聖堂武士「尼拉辛姆」、對創造他們的薩爾納加相當崇拜的「塔達力姆」和以機器為軀體的「淨化者」。這些派系擁有各自的宗教信仰、文化、科技和武器，隨著經歷了偉大之戰和母巢之戰，這些神族派系為了對抗其他不同種族的敵人，而慢慢開始放下以前的過去鄙見並團結合作，保護自己的同胞與神族的未來發展。

### 艾爾/卡萊 Khalai
卡拉，又稱飛升之道，是艾爾派系所遵守的教條。早期的艾爾神族的部落不斷追求知識的使科技迅速發展，在發展中產生了越來越多的分歧。造成部落之間紛爭四起。開始了其歷史上稱作「永恆動亂（Aeon of Strife）」，直到一位傳奇的賢者卡斯（Khas）出現，創立了這個教條，才平息了這場動亂。卡拉詳細的規定了神族社會中的一切，包括生活，信仰等等。卡拉將神族社會分為三個階層：工匠（Khalai ）、聖堂武士（Templar）和審判官（Judicator）。每個階層各司其職，而人們也通過嚴格遵守戒律的方式恪守自己的位置，防止過去的慘劇再次發生。官員階層組成的「秘密議會（Conclave）」是神族的最高統治機構。
塔薩達（聲:Michael Gough（美國，星海爭霸、暴雪英霸）；林谷珍（台灣）；李元韬（中国大陆，于风暴英雄））
- 初次登場：《星海爭霸》第一章
- 最後登場：《星海爭霸》第三章

神族執行官。在蟲族主宰攻擊艾爾時、駕駛自己的航空母艦撞擊主宰、以自我犧牲的方式摧毀他。在《自由之翼》中、會出現澤拉圖在艾爾看到的塔薩達的劇情、但會在之後揭露這是薩爾納迦歐洛斯形成的幻象。
艾達瑞斯（聲: Paul Eiding（美國）；邱展文（台灣））
- 初次登場：《星海爭霸》第三章
- 最後登場：《怒火燎原》第四章

神族秘密議會的仲裁者，出身於艾拉部族（秘密議會下整個神族種族的領袖部族），於《星海爭霸》中擔任神族建築物的系統管理者（於玩家開始與秘密議會敵對後，建築管理者換為菲尼克斯。）。個性較為倔強，對卡拉聖典深信不疑，對於黑暗聖堂武士及蟲族生物則是感到相當排斥，屬於標準守舊派的性格。
由於他對黑暗聖堂武士的排斥，因此看到塔薩達與澤拉圖的接觸感到非常不能諒解，經過多次塔薩達拒絕接受秘密議會的命令後，將塔薩達視為叛徒並下令追捕。經過證明黑暗聖堂武士有力量能夠擊殺蟲族腦蟲後感到歉意，在塔薩達擊敗蟲族主宰後，決定一同撤離殘破不堪的艾爾，前往黑暗聖堂武士的主星夏庫拉斯。
但在前往夏庫拉斯後，凱莉根出現了，表示自己已經不再是以前的殘忍女殺手，並要求與神族合作。艾達瑞斯不願相信，表示應當拒絕與凱莉根的合作，但黑暗聖堂武士族長芮澤格爾選擇相信凱莉根。
就在亞坦尼斯及澤拉圖出發前往尋找能夠啟動薩爾納加神殿的兩塊水晶時，艾達瑞斯發現芮澤格爾已經遭凱莉根感染控制，因此率領原艾爾的聖堂武士起身反抗夏庫拉斯的黑暗聖堂武士，在亞坦尼斯及澤拉圖的艦隊回歸後遭到擊敗，就在要將事情原委告知亞坦尼斯及澤拉圖時遭到凱莉根刺殺封口，造成日後的悲劇。
菲尼克斯（聲: Bill Roper（美國）；曹冀魯（台灣））
- 初次登場：《星海爭霸》第三章
- 最後登場：《怒火燎原》第六章

是一名忠诚的聖堂武士，艾尔行星防御体系执政官，公元2499年時菲尼克斯397岁。在神族同蟲族进行战斗的初期他机动灵活的指挥重创了来犯的敌军。这引起了主宰的注意。在一次战斗中，留在后方的菲尼克斯遭到突袭身亡。
菲尼克斯的躯体被其部下收集起来放入龍騎兵的冰冷机械盔甲中，使其能够通过精神力量来控制钢铁外壳进行作战。他随后和塔萨达联合进行了一系列的战斗，最后率军进攻主宰，掩护塔萨达刺杀主宰。
在母巢之战中，菲尼克斯没有随神族大部向夏庫拉斯撤退，而是选择和吉姆·雷諾一起斷後，之后他同凱莉根联合击败了地球联合理事会的舰队，收复克哈行星，然而在凱莉根背信弃义的进攻中再次阵亡。
菲尼克斯是神族英雄的代表。其刚强坚毅的性格和对艾尔行星的无比忠诚赢得了神族的普遍尊重。
之後淨化者持有他的人格，並把他的人格放在一個龍騎兵戰士原型裡面，也就是後來的塔蘭達。
席倫蒂絲（聲： Cree Summer（美國）；姜瑰瑾（台灣））
- 初次登場：《自由之翼》

現任圣堂武士执行官。席倫蒂絲是亞坦尼斯的学生，個性強硬，對卡萊神族有高度的榮譽感，因此容易與尼拉辛姆起爭議。雖然在政治立場上与尼拉辛姆合作，但并不赞同他们的觀点。
星海爭霸II：自由之翼中，席倫蒂絲驾驶航空母艦出現，分别在海文星任务中與雷诺联系和蟲族主宰看到的預言幻象中為最後抵抗亞蒙軍勢的主要將領之一。
在奪回艾爾任務中被亞蒙控制，帶領著黃金艦隊到處破壞克普魯星區，於亞坦尼斯統整神族各派系回歸艾爾決戰時切断神經索，重新恢复理智。
洛哈娜（聲：克勞蒂雅·克利斯丁（美國）；錢欣郁（台灣）；冯骏骅（中国大陆））
- 初次登場：《虛空之遺》前傳小說『末日烈焰』

神族中地位崇高的大守護者，出身於維勒利部族。保護與維繫神族偉人的記憶。千萬年來，神族領袖最重視的就是守護者的智慧。三名大守護者之一的洛哈娜，她的腦海中幾乎收盡了古代神族之首生者文明的一切知識。她見過大大小小的所有戰役，更看遍了每一次的落敗。洛哈娜自願在亞頓之矛上進入靜滯狀態，將自己的知識保留至神族危急存亡的一刻。
性格是最傳統、如從前秘密議會成員般的古板，不論是尼拉辛姆、塔達力姆、淨化者、人類及蟲族都用鄙視的態度看待，但在與亞坦尼斯的旅途中漸漸改變想法。
在亞坦尼斯的劝说下，断去自己的神经索，成为圣堂武士。
凱拉克（聲：Travis Willingham（美國）；何志威（台灣））
- 初次登場：《虛空之遺》

是一名卡萊階級的相位工匠，將武器、護甲與宇宙船艦整修精良，是他最高使命；是卡萊階級中最優秀不苟的工程師。專心至志、全心奉獻的他，將從神族的工人階級之中脫穎而出。
原為席倫蒂絲的所屬部下，在亞蒙利用卡拉控制艾爾神族時得到黑暗聖堂武士的幫助切斷神經索免於被控制，之後直屬亞坦尼斯並啟動亞頓之矛逃離艾爾。
在亞坦尼斯對抗亞蒙的戰役中蛻變為一位不可或缺的人才，亞坦尼斯也打破傳統制度封他為聖堂武士，是第一位被封為聖堂武士的相位工匠。
在合作任務模式中、成為玩家可選擇的一位指揮官。
鄔盧爾（聲:Jonathan Cook（美國）；李世揚（台灣））
- 初次登場：《自由之翼》
- 最後登場：《戰爭寶箱》漫畫『暗潮洶湧』第五部[24]

出身於奧里迦部族（聖堂武士階層中持有最多艦隊的部族），目前也是該族領袖。然而鄔盧爾卻未登場於虛空之遺的故事當中。
鄔盧爾也是個操作鳳凰戰機的好手，於蟲族主宰看到的預言幻象中為最後抵抗亞蒙軍勢的主要將領之一。
卡達利斯（聲:林谷珍（台灣））
- 初次登場：《虛空之遺》

一位英勇的獨眼狂戰士，首次登場於虛空之遺的開場動畫，在收復艾爾的戰爭中自願擔任長矛之尖（先鋒部隊），和亞坦尼斯似乎交情很好。
淨化者亦持有他的A.I.人格，於合作任務的菲尼克斯部隊中可下載其A.I.至軍團士兵中。
普羅比斯
- 初次登場：《虛空之遺》開場動畫

神族探測機，首次登場於虛空之遺的開場動畫，在收復艾爾的戰爭中與卡達利斯共同隸屬於長矛之尖。
於混戰中躍傳水晶塔使得達蘭議會能夠派遣更多增援部隊至艾爾地表並扭轉戰局，被喻為最勇敢的探測機。
主要登場於同屬暴雪的另一款遊戲《暴雪英霸》中。
卡拉斯（聲: Guerin Barry（美國）；田志傑（台灣））
- 初次登場：《自由之翼》
- 最後登場：《自由之翼》

神族的高階聖堂武士。在烏蘭行星上一起跟澤拉圖尋找預言碎片，之後為了防止也來到這裡的凱莉根奪得碎片，卡拉斯跟他的部隊留下來拖住她而犧牲自己。
菈莎拉（聲: Courtenay Taylor（美國）；魏晶琦（台灣））
- 初次登場：《蟲族之心》
- 最後登場：《蟲族之心》

是一位神族科學家。與一支神族研究團隊來到冰天雪地的卡迪爾星上做研究。凱莉根率領她的蟲群來到卡迪爾星後星與神族研究團隊發生衝突，衝突過程中菈莎拉被阿巴瑟俘虜，但菈莎拉並不屈服，她表示神族的黃金艦隊會來這裡全面殲滅凱莉根他們。一艘星際航艦成功逃離卡迪爾星，凱莉根為了滅口而寄生一隻還是幼蟲蟲后妮雅德拉在菈莎拉的身上。本來因為凱莉根的阻饒神族沒辦法感應到她，凱莉根解除後，菈莎拉就被神族感應到並被躍傳被救走，到船上後菈莎拉就被幼蟲蟲后妮雅德拉給殺死。
泰莉絲（聲: Mary Elizabeth McGlynn（美國）；蔣篤慧（台灣））
- 初次登場：《虛空之遺》序章
- 最後登場：《虛空之遺》序章

神族的司法官。在一些聖堂武士被塔達力姆神族綁架到人類的莫比斯設施時請澤拉圖一起救出他們，之後為了感謝澤拉圖的幫忙而跟他到艾崔亞斯星系的艾里斯星上的薩爾納加神殿阻止亞蒙的歸來。在神殿即將崩塌和混源體的追擊下泰莉絲和她的部隊為澤拉圖拖住敵人而犧牲自己。
淨化者持有她的A.I.人格，於合作任務的菲尼克斯部隊中可下載其A.I.至教士中。
摩裘
- 初次登場：《星海爭霸》自訂遊戲戰役『Enslavers』

神族的執政官，駕駛著斥候的英雄。
在劇情中一開始和他的部下丹尼莫斯跟戰爭使者都會被艾倫‧施薩所俘虜，在2a劇情中向玩家所屬的阿爾法中隊求援。若玩家選擇搭救神族，則會在3b中神族將會與人類合作來對抗施薩的人類與蟲族的勢力。
淨化者持有他的A.I.人格，於合作任務的菲尼克斯部隊中可下載其A.I.至斥侯中。
戰爭使者
- 初次登場：《星海爭霸》自訂遊戲戰役『Enslavers』

原為摩裘部隊摩下的掠殺者。
淨化者持有它的A.I.人格，於合作任務的菲尼克斯部隊中可下載其A.I.至巨像中。
丹尼莫斯
- 初次登場：《星海爭霸》自訂遊戲戰役『Enslavers』

原為摩裘部隊摩下的仲裁者。
塔德林
- 初次登場：《怒火燎原》追加劇情『Resurrection IV』

傳奇人物亞頓的戰友，是神族第一位龍騎士。
沈睡許久被亞坦尼斯喚醒，受亞坦尼斯請託與雷諾前往布萊西斯救援被腦蟲卡洛斯復活的斯杜科夫。
淨化者持有他的A.I.人格，於合作任務的菲尼克斯部隊中可下載其A.I.至不朽者中。
亞頓
- 初次登場：《星海爭霸》故事背景
- 最後登場：《星海爭霸》故事背景

在神族的歷史當中有著崇高的地位，最有名的事蹟是擅自流放了黑暗聖堂武士，讓他們能夠生存、發展下去，也因此不管是在艾爾的達蘭神族還是夏庫拉斯的黑暗聖堂武士社會當中，他都是一個英雄，也是第一位達到「飛升」境界的神族，能夠運用高階聖堂武士的光明能量以及黑暗聖堂武士的黑暗力量。

### 尼拉辛姆 Nerazim
黑暗聖堂武士所屬的派系。他們拒絕卡拉的信仰，擔心遵循卡拉教義的修行會使他們失去自我，最終成為神族集合意識的一部分。因此他們斬斷了和集合意識的連結，脫離了卡拉的心靈網路。為了躲避秘密議會的追捕，他們逃離艾爾，到夏庫拉斯星上建立了自己的文明。「暗影之行（Shadow Walk）」是他們傳統的習俗儀式－僅能獨自接受訓練，一路閃避同一部族從暗影中發動的攻擊。通過之後，就能成為暗影獵人，一名真正的黑暗聖堂武士。
澤拉圖（聲: Jack Ritschel（美國，星海爭霸）、Fred Tatasciore（美國，星海爭霸II）；宋克軍（台灣））
- 初次登場：《星海爭霸》第二章
- 最後登場：《虛空之遺》

是一位身經百戰的黑暗聖堂武士，有“黑暗教長”之稱。他也是一位聲名顯赫的幽能戰士和刺客，他的祖先在一千多年前就被驅逐出了神族的家園——艾爾行星。在神族中，族人對他看法兩極，有人尊敬他，也有人覺得他是邪惡的。有別於對其他神族的印象，澤拉圖作風特殊，某些時刻對神族有益，在星海爭霸：怒火燎原中的第六章第九關，澤拉圖殺死了被凱莉根控制的黑暗聖堂武士大族長芮澤格爾，卻造成部分黑暗聖堂武士無法諒解，背上叛徒之名。在《星海爭霸Ⅱ》的劇情中，他追蹤古老的預言、並成功預知到了的混源體的陰謀、先後將消息傳遞給雷諾、凱莉根、但是在警告亞坦尼斯時無法阻滯他被亞蒙透過神經索的卡拉控制、在自我犧牲下斬斷亞坦尼斯的神經索、解除亞蒙對他的控制。
在合作模式中，澤拉圖做為玩家可選的一位指揮官，解釋是在另一個平行時空中、澤拉圖並未死去，他負責追尋神器並率領著擁有薩爾納加之力的神族部隊。
芮澤格爾（聲:Debra DeLiso（美國）；崔幗夫（台灣））
- 初次登場：《怒火燎原》第四章
- 最後登場：《怒火燎原》第六章

資深的尼拉辛姆大族長。最初與凱莉根合作時，沒有特別把凱莉根的力量當成一回事，反遭凱莉根感染，只有艾達瑞斯發現這件事。在凱莉根為了消滅被地球聯合理事會控制的新異蟲主宰時遭到綁架，成為要求澤拉圖殺死新異蟲主宰的放回條件。
但在事成後芮澤格爾拒絕回歸神族，表示要侍奉凱莉根，澤拉圖才知道受騙，芮澤格爾已遭凱莉根感染。澤拉圖試圖解救芮澤格爾無果，只好親手殺死芮澤格爾解放她，死前恢復了理智，並讓澤拉圖接任族人的統治。
芙菈森（聲: Rachel Robinson（美國）；王華怡（台灣））
- 初次登場：《虛空之遺》前傳小說『虛空之子』

尼拉辛姆前大族長芮澤格爾的女兒，現任尼拉辛姆大族長，在神族的各方陣營仍然處於劍拔弩張的狀態，經常在暮光議會與亞坦尼斯針鋒相對。更重要的是，她是個無與倫比的戰士，為黑暗聖堂武士的存續衷心奉獻。不管是辯論或戰鬥，只要牽涉到同胞的福祉，她都從不退縮。在《虛空之遺》資料片的劇情中，她為了亞坦尼斯的目標、同意摧毀夏庫拉斯、之後和他一起搭乘亞頓之矛、集結神族、最終回到艾爾、並率領尼拉辛姆和其他神族一起發展新的社會。
莫翰達（聲:Armin Shimerman（美國）；邱展文（台灣））
- 初次登場：《自由之翼》
- 最後登場：《虛空之遺》前傳小說『虛空之子』

資深的尼拉辛姆長老，芮澤格爾的摯友，在芮澤格爾逝世後接任尼拉辛姆的大族長。有著相當好的人望，然而政治立場太過親近艾爾神族造成許多尼拉辛姆年輕人的不滿。在一場由一群年輕的尼拉辛姆神族發動的叛變中他為了保護艾爾神族而犧牲自己。
莫翰達也是個操作虛空艦的好手，於蟲族主宰看到的預言幻象中為最後抵抗亞蒙軍勢的主要將領之一。
烏瑞札
- 初次登場：《怒火燎原》自訂遊戲戰役『Enslavers:Dark Vengeance』

一名黑暗聖堂武士。極度憎恨艾爾神族，認為艾爾神族排斥尼拉辛姆，但在艾爾被蟲族攻陷後又厚顏無恥的逃往夏庫拉斯避難，對於讓艾爾神族逃來夏庫拉斯的提議者澤拉圖認定是個叛徒。
因此與澤拉圖甚至泰伦帝国產生了好幾次衝突，為了強化自勢力的力量與人類的走私集團首領艾倫.施薩聯手。最後有七名黑暗聖堂武士融合成一位黑暗執政官，由烏瑞札控制整體的精神，可說是目前所出現過最強大的黑暗執政官。
最後敗給了神族，並被封印在一顆凱達林水晶（Khaydarin）當中。
萊拉克
- 初次登場：《虛空之遺》合作任務

一名黑暗聖堂武士，芙拉森的部下，在合作任務「亞蒙之鐮」關卡中擔任任務播報員、請求玩家殺死虛影混源體、並撤離當地居民。

### 塔達力姆 Tal'Darim
塔達力姆，又稱為「試煉者（The Forged）」，他們不信仰卡拉，而是崇拜創造他們的造物主－薩爾納加。「飛升之鍊（Chain of Ascension）」是他們的傳統習俗，下位者必須遵從上位者，他們以亞蒙的名義征服宇宙。然而在亞拉瑞克利用拉克希爾儀式打敗瑪拉許當上新任大領主後，轉而帶領他們對抗他。
亞拉瑞克（聲: John de Lancie（美國）；林谷珍（台灣）；刘垚（中国大陆））
- 初次登場：《虛空之遺》前傳小說『飛升』

是一個最典型的塔達力姆——殘忍、狂熱、狡詐、不擇手段。作為塔達力姆，他曾狂熱的信仰着亞蒙，希望有朝一日能獲得晉升，然而那只不過是一場騙局，在他的信仰粉碎之時，復仇的怒火成為了他空虛的內心唯一渴望。他認為大領主瑪拉許瞭解亞蒙謊言下的真相，但卻仍然欺瞞著他和其它的塔達力姆，然而狡猾的亞拉瑞克隱藏著他的想法，耐心等待著他的時機。作為上位者，他不允許屬下忤逆自己，他的命令就是一切，逆我者亡，屬下在他看來只是他向亞蒙復仇的棋子；作為復仇者，他不擇手段，他不惜一切代價，即使那是他的人民。在與亞坦尼斯達成同盟後，他與亞坦尼斯以及其他不同陣營的神族也經常發生爭執，從很多方面來說，他與亞坦尼斯是一個截然相反的人。亞拉瑞克打敗大領主瑪拉許成為塔達力姆的新領袖後，為了向亞蒙復仇暫時帶領塔達力姆族群加入達蘭議會。
亞蒙死後，亞拉瑞克拒絕加入統一的神族社會，他帶領族人離開艾爾去建設自己的家園，任何反對這一決定的塔達力姆都得到了一次選擇的機會：加入聖堂武士，過去的亞拉瑞克是不允許屬下反對自己的，更不會給他們其他選擇，可以看出在與亞坦尼斯並肩作戰的過程中，亞拉瑞克也發生了改變，他逐漸認同了亞坦尼斯，也認同了尼拉辛姆（雖然他表面上並不承認）。
在合作任務模式中、成為玩家可以選擇的一位指揮官。
瑪拉許（聲: Stephen Stanton（美國）；葉三陽（台灣））
- 初次登場：《虛空之遺》前傳小說『飛升』
- 最後登場：《虛空之遺》

別名「亞蒙之刃」，跟杜蘭一樣是亞蒙最忠心的僕人。對向他挑戰拉克希爾儀式的對手通常都能悠然擊敗，但不會馬上殺了對方，而是慢慢折磨到死。
塔達力姆許多族人都希望自己能變成混源体，認為那是一種榮耀，然而事實是塔達力姆沒有機會變成混合体，只能作為亞蒙的棋子作戰到死，明知道這點的瑪拉許仍長期欺騙族人，發現這點的亞拉瑞克便叛離瑪拉許跟亞蒙側，利用達蘭議會對抗瑪拉許欲取得塔達力姆的領導權。
拉克希爾儀式雖然是一對一，但能依靠週遭夥伴的幽能力量強化自身，瑪拉許的夥伴是混合体跟塔達力姆，亞拉瑞克的夥伴是亞坦尼斯的達蘭議會，最後瑪拉許不敵亞拉瑞克，跌入深淵而死。
吉娜菈（聲: Nicole Oliver（美國）；賀世芳（台灣））
- 初次登場：《虛空之遺》前傳小說『飛升』

位階比亞拉瑞克低的飛升者，雖然目前服侍亞拉瑞克，但仍想透過拉克希爾儀式解決亞拉瑞克自己當上大領主。
人類守護組織襲擊塔達力姆領地邊境的前哨站後，以吉娜菈為首的塔達力姆艦隊攻擊人類守護組織，此時人類守護組織有保護平民的大義名分，諾娃不得已只好協助人類守護組織擊敗了吉娜菈，這使吉娜菈非常憤怒。
之後透過亞拉瑞克提議，為了讓諾娃回復記憶找出人類守護組織的黑幕，而去採集態化氫，不服輸的吉娜菈便挑戰諾娃採集態化氫，卻又再次敗北。
當自治聯盟捕獲人類守護組織首領卡洛琳娜要審問之時，塔達力姆不由分說直接進攻人類守護組織的主星，不論組織成員或平民一看到就殺無赦。
於此諾娃三度對上吉娜菈並再次戰勝她，多次的敗北讓吉娜菈麾下部隊損傷慘重、聲望大減。
在合作任務模式中、擔任「飛昇之鍊」關卡中的擔任任務播報員、要求玩家在她和亞蒙的鬥士對決中提供幽能支援、以免對方透過攀爬飛昇之鍊、再次控制塔達力姆。對玩家的態度和台詞相當粗魯無禮，不過在玩家選擇亞拉瑞克作為指揮官時態度則有明顯的不同。
奈昂（聲:Gary Anthony Williams（美國）；曹冀魯（台灣））
- 初次登場：《自由之翼》
- 最後登場：《自由之翼》

塔達力姆的執行官，以守護薩爾納加神器（分散的星曜石）及態化氫為己責，對掠奪星曜石的雷諾恨之入骨，最後在守護最後一片星曜石碎片的過程親自駕駛聖母艦、但最後還是被玩家操控的雷諾突擊隊所轟殺。然而亞拉瑞克對他的評價為只不過是吸入態化氫過多失去自我的蠢蛋罷了（類似吸食大麻吸到連自己名字都不記得的既視感）。

### 淨化者 Purifier
卡萊工程學上的一大突破，複製偉大的聖堂武士人格到機器身體裡，都擁有自我意識。然而當時的秘密議會把他們視作武器而不是聖堂武士，淨化者只好起身反抗他們的創造者，創造者覺得危險只好把他們封印起來，就這樣他們長久靜置於位於安迪昂行星軌道的賽博洛斯號太空站裡。因為地表的護頓系統而免遭蟲族感染、但是在亞坦尼斯一行人為了進入賽伯洛斯解除護盾後被迅速感染。
塔蘭達（聲: Marc Graue（美國）；曹冀魯（台灣））
- 初次登場：《虛空之遺》

是一名植入菲尼克斯記憶的淨化者，但記憶只到艾達瑞斯派遣其出任務時為止，因此不認識雷諾。剛被啟動時對自己是菲尼克斯之事深信不已、相信自己是被放到了一具龍騎士機甲中，後被亞坦尼斯婉轉的告知一度感到失落。不久亞蒙軍攻擊淨化者的平台賽博洛斯，亞坦尼斯等人出面協助淨化者，淨化者的執行官庫勒瑞安認為菲尼克斯可以勝任淨化者的首領，讓這位「菲尼克斯」找到自己的新生存目標，並改名為「塔蘭達」，正式率領淨化者族群加入達蘭議會。
在合作任務模式中、作為玩家可選指揮官。
庫勒瑞安
- 初次登場：《虛空之遺》

淨化者的執行官，賽博洛斯的總指揮。起初對達蘭議會並不信任（以前秘密議會不把淨化者當人看待，視作武器而被永久封存而讓淨化者同胞們心生不滿），與亞坦尼斯共同對抗亞蒙軍後改變想法，並大力推舉塔蘭達擔任淨化者的代表後加入達蘭議會。
合作任務中菲尼克斯部隊可下載其A.I.至航空母艦中。
奧拉娜
- 初次登場：《虛空之遺》合作任務

在合作任務模式關卡「惡意程式」中擔任任務播報員、請求玩家在她清除淨化者系統中的惡意人格時保護她的載具、並也會請求玩家下載淨化者人格免於被敵人摧毀。

## 蟲族角色

### 刀鋒女皇蟲群 Queen of Blade's Swarm

#### 蟲broodmothers
怒火燎原戰役後，凱莉根所創造出來的新的蟲族指揮官，取代腦蟲指揮每個蟲族群落。
札迦拉（聲: Nika Futterman（美國）；李明幸（台灣））
- 初次登場：《蟲族之心》

蟲族蟲（broodmother），她與蟲族其他的成員一樣兇惡與堅韌，然而她同時也極度地狡詐，想取代凱莉根當上蟲族領袖。但最後還是不敵凱莉根，並跟隨她在身邊服侍，成為凱莉根的副手，也在服侍中如會學她如何統治蟲群。凱莉根打敗亞蒙消失後成為蟲族的新領袖。
妮雅德拉（聲:Courtenay Taylor（美國）、錢欣郁（台灣））
- 初次登場：《蟲族之心》

被凱利根寄生在神族科學家菈莎拉體內、在神族船艦內殺死所有神族、但之後凱利根切斷和她的聯繫。
娜克圖（聲:Bonnie Cahoon（美國）；王華怡（台灣））
- 初次登場：《蟲族之心》

綺莉莎（聲:Bonnie Cahoon（美國）；許雲雲（台灣））
- 初次登場：《蟲族之心》

娜法許
- 初次登場：《蟲族之心》
- 最後登場：《蟲族之心》

伊茲夏（聲: Karen Strassman（美國）；林美秀（台灣））
- 初次登場：《蟲族之心》

蟲族的首席參謀，凱莉根的創作，接近於人類的副官。由人類記憶與蟲巢腦波融合而成，她的職責是讓刀锋女王或其繼承者能夠熟悉過往並未雨綢繆。
阿巴瑟（聲:Steve Blum（美國）；林谷珍（台灣））
- 初次登場：《蟲族之心》

蟲族的進化管理者，少數主宰時期能存活至今、未被凱莉根清算的蟲族智慧生命體，刀鋒女王的基因序調和正是阿巴瑟的傑作。變成刀鋒女皇的改造主使者，能優秀調配蟲族基因序列，他的智慧讓凱莉根對他是又愛又恨。
說話不喜歡用代名詞，腦中只想著能怎麼改進更優秀的基因序列，對其他事幾乎是漠不關心，对凯瑞甘坚持脆弱的人类身体非常不解。
在合作任務模式中、作為玩家可選擇的一名指揮官。
德哈卡（聲: Steve Blum（美國）；葉三陽（台灣））
- 初次登場：《蟲族之心》

自稱原質掠奪者的原生蟲族，跟其他原生蟲族領袖一樣喜歡收集與掠奪原質。刀鋒女皇蟲群來到澤瑞斯星後就觀察牠們的行動，牠認為跟在凱莉根身邊就可以得到更多原質，於是便加入其陣營，提供牠的族群援助凱莉根打敗每位原生蟲族領袖。
在合作任務模式中、作為玩家可選擇的一名指揮官。
受感染的斯杜科夫（聲: Victor Brandt（美國）；陳余寬（台灣））
- 初次登場：《怒火燎原》追加劇情『Resurrection IV』

是前地球聯合理事會的上將，死後被潛伏在布萊西斯星上的腦蟲卡洛斯復活成受感染的人類，並讓他統率部隊。得到情報的雷諾與亞坦尼斯便組成聯軍，消滅卡洛斯並使用神族製的血清讓斯杜科夫變回人類。
然而一度變回人類的斯杜科夫卻又被自治聯盟活逮，由當年殺死他的杜蘭、現化為那魯博士的那名薩爾納加再次改造為半人半蟲的生物。
逃出自治聯盟的實驗室後開始對抗自治聯盟，並與凱莉根達成同盟協議加入其陣營。在終章任務中得意親手摧毀那魯的薩爾納迦型態、一勞永逸的殺死他。
在合作任務模式中、作為玩家可選擇的一名指揮官。

### 主宰蟲群 Overmind's Swarm
主宰（聲: Jack Ritschel（美國，星海爭霸）、Paul Eiding（美國，星海爭霸II）；孫誠（台灣））
- 初次登場：《星海爭霸》第二章
- 最後登場：《星海爭霸》第三章

#### 腦蟲 Cerebrates
主宰旗下的蟲族指揮官。
繨哥斯（聲:Micky Neilson（美國））
- 初次登場：《星海爭霸》第二章
- 最後登場：《怒火燎原》第六章

主宰底下的腦蟲之一，率領的是蟲群最龐大的提爾瑪特群落（代表色為紅），於《星际争霸：母巢之战》中擔任蟲族建築物的系統管理者。
在蟲族劇情中玩家有時候會受到繨哥斯的直接協助（得到些英雄蟲族的使用權），而凱莉根的高傲態度則是讓繨哥斯相當不滿。在主宰死亡後，它聚合了其他剩餘的腦蟲，化成了第二個主宰，並正式與凱莉根決裂。
但是在地球聯合理事會掌控幽能干擾器並派遣人員注射藥物後，繨哥斯變成了地球聯合理事會（UED）控制利用的對象。之後凱莉根為了重掌蟲權，脅迫澤拉圖消滅了繨哥斯。
薩茲（聲: Bill Roper（美國）；曹冀魯（台灣））
- 初次登場：《星海爭霸》第二章
- 最後登場：《星海爭霸》第二章

主宰底下的腦蟲之一，是率領蟲族加姆群落（代表色為橘）。
在凱莉根與玩家（腦蟲）率領的喬蒙嘉德群落迎擊在查爾行星的塔薩達的部隊時遭到塔薩達的聲東擊西戰術，使澤拉圖趁虛而入，利用黑暗聖堂武士特有的幽能力量襲擊薩茲，使其無法復原重生而喪命，但這個攻擊行動也讓澤拉圖與蟲族主宰有了一次的短暫心靈連結，而玩家在之後也受到繨哥斯的命令去肅清失控的加姆群落。

### 原生蟲族 Primal zerg
棲息蟲族母星澤瑞斯的蟲族、並未被蟲巢思想控制。
祖爾文（聲:法蘭克‧威爾克（Frank Welker）（美國）；吳文民（台灣））
- 初次登場：《蟲族之心》
- 最後登場：《蟲族之心》

古王蟲、澤瑞斯上的最強大蟲族，給予凱莉跟建議、讓她摧毀另外三名原生蟲族領袖，不過市後街路這只是為了讓她可以在消滅凱莉根後一次吸收他們的部落，但反而被玩家操控的凱利根所擊敗。透過擊敗祖爾文，凱利根得以控制所有原生蟲族。
德哈卡
參照德哈卡
布拉克（聲:Jim Ward（美國）；蔣鐵城（台灣））
- 初次登場：《蟲族之心》
- 最後登場：《蟲族之心》

澤瑞斯上的原生蟲族領袖、率領有自己的部族。
亞格爪（聲:Steve Blum（美國）；胡鎮壐（台灣））
- 初次登場：《蟲族之心》
- 最後登場：《蟲族之心》

澤瑞斯上的原生蟲族領袖、率領有自己的部族。外觀上是會噴火的大型蠕蟲。
葛雷維格
在合作任務模式中、玩家選擇德哈卡作為指揮官時可召喚的原生族群領袖之一，採用亞格爪的動畫模型。
克雷斯（聲:Richard Green（美國）；李景唐（台灣））
- 初次登場：《蟲族之心》
- 最後登場：《蟲族之心》

澤瑞斯上的原生蟲族領袖、率領有自己的部族。
達克朗
克雷斯族群中的吞噬蟲。
在合作任務模式中、玩家選擇德哈卡作為指揮官時可召喚的原生族群領袖之一，採用亞格爪的動畫模型。
絲莉芬（聲:Lani Minella（美國）；王華怡（台灣））
- 初次登場：《蟲族之心》
- 最後登場：《蟲族之心》 客串登場：《暴雪英霸》

澤瑞斯上的原生蟲族領袖、率領有自己的部族。外觀上是一隻巨大的百生獸。
一個同名的百生獸在暴雪英霸的英霸大亂鬥逃離布萊西斯作為關底Boss出場
莫瓦
別名「虛無之母」，在合作任務模式中、玩家選擇德哈卡作為指揮官時可召喚的原生族群領袖之一，採用絲莉芬的動畫模型。

## 萨尔纳加角色

### 亞蒙軍勢力 Amon's Dark Force
亞蒙（聲:Rick D. Wasserman（美國）；符爽（台灣，自由之翼）、吳文民（台灣，虛空之遺））
- 初次登場：《自由之翼》（黑暗之聲）
- 最後登場：《虛空之遺》

堕落的萨尔纳加，星际争霸2的最终敌人，相传在远古时期已经死亡，纳鲁德博士利用凯瑞甘变回人形时吸收的幽能和之前积累收集的幽能将埃蒙复活。
神族與蟲族的真正創造者。原本薩爾納加的使命是培育生命，每次都會培育兩種生物:一個是純粹的型態，另一個是純粹的原質，他們從旁觀察他們培育地生命，確認後代的潛力，但不會干涉他們的生活，以延續這無盡的循環。然而亞蒙破壞先人的規矩，為了結束這個無聊的循環，他和他的追隨者尋可以容納純粹的型態跟純粹的原質的型態，然後把兩種型態融合成一個混源體，並留下許多薩爾納加的遺跡，自己也利用留在艾爾的蟲族主宰屍體和神族的精髓建造自己的驅體，用這副驅體帶領混源體完成自己的使命、不過這副軀體最後被亞坦尼斯及其神族盟友消滅。
然而，亞蒙座無薩爾鈉迦、其本質並不會死亡、而是會返回虛空之中復活。在他复活后、带领强大的混源体大军将要吞噬银河、结束萨尔纳加的轮回，并摧毁神族、蟲族和人类。面对黑暗的来袭，吉姆·雷诺、亞坦尼斯和莎拉·凱莉根帶領他們的部隊進入虛空中、联手对抗亞蒙，最後亞蒙被轉化為薩爾納加的凱莉根擊敗而再度死亡。
薩米爾·杜蘭/艾米爾·那魯（聲: Paul Ainsley（美國，杜蘭）、Armin Shimerman（美國，那魯）、Patrick Seitz（美國，薩爾纳加）；曹冀魯（台灣）、李香生（台灣，自由之翼））
- 初次登場：《怒火燎原》第五章
- 最後登場：《虛空之遺》

#### 混源體 Hybrids
瑪爾（聲:Rick D. Wasserman（美國）；曹冀魯（台灣））
- 初次登場：《自由之翼》
- 最後登場：《自由之翼》

出現在札庫星上的混源體，他把札庫星上的三位古老神族守護者擄獲並關起來，吸取他們的能量，星球上的神族因為恐懼他也跟著效忠他。當澤拉圖為了解讀預言碎片而來到札庫星，瑪爾命令星球上的神族和吸取守護者的力量來對抗他，但最後被澤拉圖和他的部隊解放三位守護者後，失去能量後也跟著死亡。

### 循環守護者 Shepherd of the Cycle
歐洛斯（聲:Michael Dorn（美國）；林谷珍（台灣））
- 初次登場：《自由之翼》（化身為塔薩達）
- 最後登場：《虛空之遺》

除了杜蘭跟亞蒙這兩位堕落的萨尔纳加外，最後的萨尔纳加倖存者，亞蒙的敵人。為了能夠對付亞蒙，將自己的外表化為神族能信任的塔薩達來引導澤拉圖及亞坦尼斯，協助找尋能夠對付亞蒙的星曜石及不可殺死凱莉根的警示。

## 次要角色
在上述主要角色之外，《星际争霸》系列中还包含了许多次要的人物角色。他们通常只在某一部分的情节中起到作用，但对全局故事情节的进展影响不大。尽管如此，他们仍然为《星际争霸》剧情的丰富作出了不可或缺的贡献。
艾倫.施薩
- 初次登場：《星海爭霸》自訂遊戲戰役『Enslavers』
- 最後登場：《怒火燎原》自訂遊戲戰役『Enslavers:Dark Vengeance』

是個星際走私集團的首腦，在劇情中他的傭兵團擁有強大的火力，在遊戲中他是駕駛巨人的英雄單位。
他在艾爾行星上找到了神族神殿內的凱達林水晶（Khaydarin）並使用技術來控制一些蟲族的腦蟲，得到些蟲族的控制權，但之後遭到阿克图尔斯·蒙斯克的阿爾法中隊在艾爾行星上擊敗。
後來與背叛的黑暗聖堂武士烏瑞札合作，要消滅澤拉圖的勢力，施薩在最後與烏瑞札的勢力戰爭下戰死。
阿多.迈尔尼科夫
- 初次登場：《星海爭霸》小說『黑暗蔓延』
- 最後登場：《星海爭霸》小說『黑暗蔓延』

時間點在星海爭霸第一章第3关，坚守阵地30分钟的任务中。
阿多本来是被地球联合权力同盟（UED的前身）流放的天主教徒的后裔，虔诚的天主教徒。泰伦联邦（Terran）常年和异虫（zerg）、蒙斯克进行战争，兵源匮乏，到处抓壮丁，即使躲到旁特富的边缘地区的阿多也不能幸免。联邦抓到人后，使用记忆覆盖法，企图将他们变成只会服从联邦的人体战斗机器陆战队（Marine）。由于记忆覆盖法不能完全消除原来的记忆，原来的记忆和联邦强加的记忆常常错乱，陆战队（Marine）常常表现得精神分裂。联邦的记忆粗制滥造，常常是小伙子最爱的女友或者兄弟被zerg杀死，姑娘的情郎被蒙斯克杀害等，很容易被识破。阿多被抓后，训练成一名陆战员，第一参加任务去寻找遗失的异虫（zerg）吸引发射器，找到发射器后，联邦为了掩饰其召来异虫（zerg）的丑闻，企图将参加行动的陆战队小分队和发射器一起用核弹消灭。阿多和小分队侥幸逃过一劫，并意外的救了一名窃取发射的蒙斯克幽靈特務莫迪丝（和凯丽甘的作用一样）。莫迪丝的企图通过心灵诱导术控制阿多，被阿多识破，并发现了蒙斯克使用发射器吸引异虫（zerg）攻击定居点，嫁祸给联邦，再象征性的救一部分平民来收买人心的阴谋。阿多和克哈之子达成协议，克哈之子尽最大的努力疏散定居点的居民，阿多则让莫迪丝将发射器带走。阿多和陆战队小分队将发射器带到远离撤退点的一个军事基地，他们要坚守一个半小时，使得平民能有充分的时间撤退。在游戏中是坚守30分钟。这是一场没有援兵的战斗，在联邦的序列上这对小分队已经在核弹的攻击下阵亡，蒙斯克只负责撤退，没有精力救援；这是一场没有名分的战斗，撤退的居民并不知道有一群人在为他们的生命战斗。小分队的队长中尉布莲娜，队员鲁莽憨厚的喷火兵卡特，体弱志坚的工程师（驾驶SCV的人）詹姆斯，士兵延克，主角阿多.迈尔尼科夫全部牺牲。支撑士兵阿多.迈尔尼科夫从一个被洗脑的傀儡士兵变成主的坚强的战士是坚定的信仰。当阿多彷徨，无助的时候，圣谕一次又一次在他耳边中响起，指导他看破黑暗，走向自己的救赎。